# Drums Between the Bells
| Оценки критиков | Оценки критиков |
| Источник        | Оценка          |
| --------------- | --------------- |
| Allmusic        | [ 1 ]           |
| The A.V. Club   | B−              |
| BBC Music       | (Positive)      |
| The Guardian    | [ 4 ]           |
| Pitchfork Media | (6.6/10)        |
| Rolling Stone   | [ 6 ]           |
| Slant           | [ 7 ]           |
| Spin            | (5/10)          |
| Tiny Mix Tapes  | [ 9 ]           |

Drums Between the Bells — студийный альбом Брайана Ино, записанный совместно с британским поэтом Риком Холландом и выпущенный в июле 2011 года на Warp Records. Диск занял девятое место в чарте электронных альбомов журнала Billboard.

## Об альбоме
Отличительной особенностью Drums Between the Bells среди прочих в дискографии Ино является то, что именно поэзия стало его первичной основой, отталкиваясь от которой композитор сочинял музыку.
Подарочное издание Drums Between the Bells включает дополнительный диск с инструментальными версиями композиций.

## Список композиций
Слова и музыка всех песен — Брайан Ино и Рик Холланд.
| №   | Название                                                                  | Длительность |
| --- | ------------------------------------------------------------------------- | ------------ |
| 1.  | «Bless This Space»                                                        | 3:46         |
| 2.  | «Glitch»                                                                  | 2:57         |
| 3.  | «Dreambirds»                                                              | 2:24         |
| 4.  | «Pour It Out»                                                             | 3:37         |
| 5.  | «Seedpods»                                                                | 2:49         |
| 6.  | «The Real»                                                                | 6:54         |
| 7.  | «The Airman»                                                              | 3:12         |
| 8.  | «Fierce Aisles of Light»                                                  | 2:37         |
| 9.  | «As if Your Eyes Were Partly Closed as If You Honed the Swirl Within The» | 1:37         |
| 10. | «A Title»                                                                 | 3:50         |
| 11. | «Sounds Alien»                                                            | 2:53         |
| 12. | «Dow»                                                                     | 2:41         |
| 13. | «Multimedia»                                                              | 1:56         |
| 14. | «Cloud 4»                                                                 | 1:42         |
| 15. | «Silence»                                                                 | 0:57         |
| 16. | «Breath of Crows»                                                         | 6:46         |